# Première Nation de Montana
Pour les articles homonymes, voir Montana (homonymie).
Montana (ᐊᑳᒥᕽ ou akâmihk en cri) est une bande crie en Alberta au Canada. Sa principale réserve est Montana 139 (en). En janvier 2022, elle a une population inscrite de 1 074 membres. Elle est signataire du Traité numéro 6.

## Géographie
La Première Nation de Montana possède une réserve, Montana 139 (en), qui couvre une superficie de 2 824,8 hectares, située à 24 km au sud de Wetaskiwin en Alberta. Elle partage également la réserve Pigeon Lake 138A (en) avec trois autres Premières Nations. Celle-ci est située  à 39 km à l'ouest de Wetaskiwin et couvre une superficie de 1 921,1 hectares.

## Démographie
Les membres de la Première Nation de Montana sont des Cris. En janvier 2022, la bande avait une population inscrite totale de 1 074 membres dont 276 vivaient hors réserve.

## Gouvernance
La Première Nation de Montana est affiliée avec le conseil tribal cri de Maskwacis.